# Щасливська сільська рада (Березанський район)
Щасливська сільська́ ра́да — адміністративно-територіальна одиниця та орган місцевого самоврядування в Березанському районі Миколаївської області. Адміністративний центр — село Щасливе.

## Загальні відомості
- Територія ради: 0,961 км²
- Населення ради: 1 067 осіб (станом на 2001 рік)

## Населені пункти
Сільській раді підпорядковані населені пункти:
- с. Щасливе

## Склад ради
Рада складається з 16 депутатів та голови.
- Голова ради: Зайцев Олександр Григорович

### Керівний склад попередніх скликань
| Прізвище, ім'я, по батькові | Основні відомості                                                         | Дата обрання | Дата звільнення |
| --------------------------- | ------------------------------------------------------------------------- | ------------ | --------------- |
| Зайцев Олександр Григорович | Сільський голова, 1963 року народження, освіта вища, член Партії регіонів | 26.03.2006   | 31.10.2010      |
| Зайцев Олександр Григорович | Сільський голова, 1963 року народження, освіта вища, член Партії регіонів | 31.10.2010   |                 |

Примітка: таблиця складена за даними сайту Верховної Ради України

### Депутати
За результатами місцевих виборів 2010 року депутатами ради стали:

#### За суб'єктами висування
| Суб'єкт висування | Кількість обраних депутатів | %    |
| ----------------- | --------------------------- | ---- |
| Самовисування     | 9                           | 56,3 |
| Партія регіонів   | 7                           | 43,8 |

#### За округами
| № округу        | Прізвище, ім'я, по батькові     | Дата визнання обраним | Освіта             | Партійна приналежність | Відомості про обраного депутата                                   |
| --------------- | ------------------------------- | --------------------- | ------------------ | ---------------------- | ----------------------------------------------------------------- |
| Партія регіонів |                                 |                       |                    |                        |                                                                   |
| 2               | Сапунжі Тетяна Петрівна         | 03.11.2010            | середня спеціальна | член Партії регіонів   | езанської центральної бібліотекиФілія № 7 Бер, завідувачка        |
| 7               | Петрук Валерій Олексійович      | 03.11.2010            | середня            | позапартійний          | тимчасово не працює                                               |
| 8               | Гонта Лілія Михайлівна          | 03.11.2010            | вища               | член Партії регіонів   | Чапаєвська сільська рада, секретар сільської ради                 |
| 11              | Мазурик Віталій Михайлович      | 03.11.2010            | вища               | позапартійний          | приватний підприємець                                             |
| 14              | Салашинська Раїса Леонідівна    | 03.11.2010            | середня            | член Партії регіонів   | Чапаєвська сільська рада, техпрацівник                            |
| 15              | Нікітіна Світлана Олександрівна | 03.11.2010            | вища               | член Партії регіонів   | Чапаєвська сільська рада, гол. бухгалтер                          |
| 16              | Солодун Галина Володимирівна    | 03.11.2010            | вища               | позапартійна           | приватний підприємець                                             |
| Самовисування   |                                 |                       |                    |                        |                                                                   |
| 1               | Швець Лідія Богданівна          | 03.11.2010            | вища               | позапартійна           | ВАТ ЕК «Миколаївобленерго», касир                                 |
| 3               | Громова Ганна Сергіївна         | 03.11.2010            | середня            | позапартійна           | приватний підприємець                                             |
| 4               | Райчук Тетяна Миколаївна        | 03.11.2010            | вища               | позапартійна           | Чапаєвське комунальне підприємство, бухгалтер                     |
| 5               | Карасевіч Віра Олександрівна    | 03.11.2010            | вища               | позапартійна           | Чапаєвський фельшерсько-акушерський пункт, молодша медична сестра |
| 6               | Пирог Галина Володимирівна      | 03.11.2010            | середня            | позапартійна           | приватний підприємець                                             |
| 9               | Бондарець Олександр Феофанович  | 03.11.2010            | середня спеціальна | позапартійний          | тимчасово не працює                                               |
| 10              | Буцик Наталія Василівна         | 03.11.2010            | середня            | позапартійна           | Чапаєвська загальноосвітня школа І-ІІІ ст., завгосп               |
| 12              | Кошак Василь Петрович           | 03.11.2010            | вища               | позапартійний          | тимчасово не працює                                               |
| 13              | Качан Валентина Григорівна      | 03.11.2010            | вища               | позапартійна           | тимчасово не працює                                               |